# Bombardier lourd
 (février 2020).

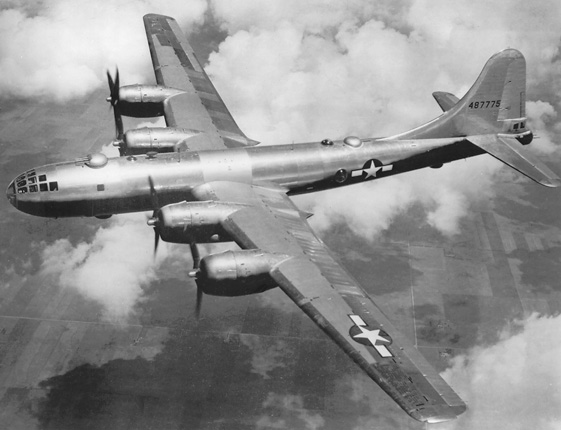
USAAF B-29 Superfortress, un bombardier lourd.

Les bombardiers lourds sont des avions de guerre capables de larguer une grande quantité d'armes Air-Sol (le plus souvent des bombes) et de le faire à très longue distance de la base. Les bombardiers lourds font partie des avions les plus lourds, les plus grands et les plus puissants de leur temps. Dans la seconde moitié du XXe siècle, les bombardiers lourds seront progressivement remplacés par les bombardiers stratégiques, souvent plus petits, ayant un meilleur rayon d'action et pouvant larguer des armes nucléaires. 
Grâce aux avancées en matière de design et d'ingénierie, spécialement en matière de moteurs et d'aérodynamique, la capacité de transport d'armes air-sol augmente au rythme des innovations de la cellule de l'avion (fuselage, train d’atterrissage, etc.). Le plus gros bombardier de la Première guerre mondiale, le quadrimoteur construit par la compagnie Zeppelin Staaken en Allemagne, pouvait emporter 2 000 kg (4 400 pound) de bombes. Au milieu de la Seconde Guerre mondiale un simple chasseur-bombardier avec un seul moteur pouvait transporter 910 kg (2'200 pound) de bombes, ces avions prirent le relais des bombardiers légers et moyens pour les missions de bombardement tactique. Les innovations des quadrimoteurs permettent le transport de toujours plus de bombes, toujours plus loin. Par exemple, l'Avro Lancaster (introduit en 1942) a la capacité de transporter 6'400 kg (14'000 pound). De manière exceptionnelle, la charge pouvait aller jusqu’à 10'000 kg (22'000 lb) et la portée de l'avion pouvait s'élever jusqu’à 4'070 km (2'530 miles). Le B-29 (1944), pouvait emporter 9 100 kg (20'000 pound) et à un rayon d'action de 5'230 km (3'250 miles). Au début des années 60, le jet B-52 Stratofortress, voyageant à plus de 1 050 km/h (650 Mph) (plus du double de la vitesse du Lancaster), emporte 32'000 kg (70'000 pound) de bombes sur 7'210 km (4'480 miles). 
Pendant la Seconde Guerre mondiale, les techniques de la production en masse permettent la construction d'un très grand nombre de bombardiers lourds à grand rayon d'action permettant de lancer des campagnes de bombardement stratégique importantes. Ces campagnes culminent en août 1945, lorsque les Etats-Unis larguent les deux bombes atomiques sur Hiroshima et Nagasaki, précipitant la fin des hostilités en Asie. 
L'arrivée des armes nucléaires et des missiles guidés a drastiquement changé la nature et la stratégie de l'aviation militaire. Après les années 50, les missiles balistiques intercontinentaux et les missiles balistiques tirés par les SMLE (sous-marin lanceur d'engins) commencent à surpasser les bombardiers lourds dans les rôles stratégiques nucléaires. De plus, avec la naissance des munitions guidées (ou smart bombs) et le développement des missiles nucléaires pouvant être emportés par de plus petit engin, ces innovations éclipsent totalement le rôle central des bombardiers lourds dans les bombardements stratégiques à la fin du XXe siècle. Les bombardiers lourds sont néanmoins toujours utilisés pour le bombardement d'arme conventionnelle dans beaucoup de régions depuis la seconde guerre mondiale (voir les B-52 pendant la guerre du Vietnam). 
Les bombardiers lourds sont aujourd'hui utilisés dans les seules armées de l'air américaine, russe et chinoise. Ils servent pour des missions de bombardement stratégique ou tactique. 

## Histoire

### La Première Guerre mondiale
Le premier bombardier lourd a été dessiné en tant qu'avion de ligne. Igor Sikosky, ingénieur éduqué à Saint-Pétersbourg, mais né à Kiev issu d'une lignée polono-russe, conçoit le Sikorsky Ilya Muromets pour voler entre son lieu de naissance et sa nouvelle maison. Il le fit quelquefois jusqu'en août 1914, quand l'entreprise Russo-Balt de wagon le convertit en une version bombardier avec des moteurs Sunbeam Crusader V8 anglais à la place des moteurs allemands. En décembre 1914, un escadron de 10 bombardiers attaquait les positions allemandes sur le front de l'Est et à partir de l'été 1916 il y en avait 20. Très bien armé avec 9 mitrailleuses en incluant un mitrailleur de queue, il semblait invincible face aux chasseurs allemands et austro-hongrois. Le bombardier de Sirkorsky possède une envergure un peu plus petite que l'Avro Lancaster, néanmoins il ne transporte que 3 % des bombes de celui-ci.  
Le Handley Page Type O/100 emprunta beaucoup au bombardier de Sikorsky, d'une taille similaire mais n'utilisant que 2 moteurs Rolls-Royce Eagle et pouvant emporter 910 kg (2 000 lb) de bombes. L'O/100 a été conçu au début de la guerre pour la Royal Navy dans le but spécifique de couler la flotte de haute mer allemande à Kiel. La Navy a appelé à “a bloody paralyser of an aircraft”. Il entre en service fin 1916 et est basé proche de Dunkerque, en France. Il sera utilisé pour des raids de jour sur des cibles navales, il endommagera un destroyer allemand. Après la perte d'un O/100, les raids devinrent nocturnes. 
Le Handley Page Type O/400 peut, lui, transporter 750 kg (1'650 lb) de bombes. De nouvelles ailes utilisées par la nouvelle Royal Air Force (Avril 1918) permettent d'effectuer des raids stratégiques sur les industries et les chemins de fer allemands. Un O/400 a été utilisé en soutien par T. E. Lawrence pendant la campagne du Sinaï et de la Palestine. 
La Luftstreitkräfte utilise le bombardier Gotha. Le Gotha G.IV opère depuis la Belgique, occupée à partir de l'été 1917. Les raids contre Londres commencèrent en mai 1917. Certains atteindront à peine Folkestone ou Sheerness sur la côte du Kent. Mais le 13 juin, un raid Gotha tua 162 civiles dont 18 enfants dans une école primaire et blessa 432 personnes à l'est de Londres. Les premières défenses anti-aériennes étaient trop faibles mais lors du raid du 19 mai 1918, quand les 38 Gothas ont attaqué Londres, 6 ont été abattus et un se crasha lors de son atterrissage.         
Les entreprises allemandes construisirent aussi un nombre astronomique de bombardiers géants, connus sous le nom de Riesenflugzeug, littéralement « avion géant. » La plupart furent produits en petit nombre à partir de 1917 et une grande partie n'entrèrent jamais en service. Le Riesenflugzeug produit le plus pendant le conflit était le Zepplin-Staaken R.VI, 13 seront en service, bombardant les Russes sur le front de l'est ou menant des blitz sur Londres. Finalement 4 seront abattus en vol et 6 seront perdus lors de l'atterrissage. Pour comparer, le R.VI sera plus large que les bombardiers standards de la Luftwaffe du deuxième conflit mondial.   
Le Vickers Vimy était un bombardier lourd à long rayon d'action propulsé par 2 moteurs Rolls-Royce Eagle. Il sera malheureusement livré à la RAF trop tard pour voir le champ de bataille, un seul sera sur le sol français au moment de l'armistice. Le Vimy aurait dû avoir pour mission le bombardement de centre industriel ainsi que de voies ferrées dans tout l'ouest de l'Allemagne. Son rayon d'action de 1 400 km (900 miles) et sa capacité à transporter quasiment 1 tonne de bombes le permettait. Mais cet avion restera dans la postérité comme étant le premier à faire la traversée de l'Atlantique, reliant St John de Terre-Neuve à Clifden en Irlande, ayant pour pilote l'anglais John Alcock et pour navigateur l'écossais Arthur Whitten Brown, le 14 juin 1919.

### L'entre deux guerres: la théorie du bombardement stratégique
Dans l'entre-guerre l'opinion générale se fixa sur deux principes. Le premier est que « le bombardier passera toujours au travers. » La vitesse des chasseurs biplan ne leur permettait pas de rattraper les bombardiers sur de courte distance, d'où cette impression de ne jamais pouvoir les rattraper. De plus il n'y avait pas de méthode efficace pour repérer les bombardiers de loin et permettre une interception en règle des chasseurs, ceux-ci décollaient souvent beaucoup trop tard et les différences de vitesse, beaucoup trop faible pour les chasseurs biplans, ne leur permettaient pas de rattraper les bombardiers. La naissance des radars et des chasseurs monoplans permis néanmoins de réduire ce désavantage. Les bombardiers commencèrent à subir de plus en plus de pertes, en effet il n'y avait aucune escorte de chasseurs et seul le de Havilland Mosquito sera assez rapide pour échapper aux chasseurs ennemis. Pour se défendre ils ne peuvent compter que sur eux-mêmes, ils se munissent donc d'armement défensif mais pour l'installer ils doivent renoncer une  certaine quantité de bombes transportée. 
Le second principe est que le bombardement stratégique (bombardement sur des zones clés comme les zones industrielles, les centres de production, les mines, raffineries) pouvait faire gagner une guerre. C'est sans aucun doute ce qui justifia le bombardement par des bombes incendiaires des villes de bois japonaises ou encore les bombardements atomiques d'Hiroshima et Nagasaki en août 1945. Ce point semble moins évident à percevoir en Allemagne car pendant le lourd bombardement des alliés la production industrielle n'a pas chuté.  
Comme la tâche principale de la Luftwaffe allemande était le support de l'infanterie, il n'y eut jamais de réel développement de bombardier lourd. Le premier opposant du bombardement stratégique, le général Walther Wever grand chef de la Luftwaffe, mourra dans un crash d'avion en 1936 le jour même où le cahier des charges du programme Bombardier Oural fut publié (concours de conception d'avions bombardier lourd, il sera remporté par le Heinkel He 177 mais qui n'aura qu'un impact très limité contre l'Angleterre et l'URSS). Après la mort de Wever, c'est Ernst Udet, directeur au ministère de l'armée de l'air, qui prendra les commandes. Il orientera la Luftwaffe vers les bombardiers en piqué qui répondent selon lui le mieux aux critères de soutien des troupes. 

### La Seconde Guerre mondiale
Lorsque la France et le Royaume Uni déclarèrent la guerre à l'Allemagne en septembre 1939, la RAF ne possédait aucun bombardier lourd. Le Handley Pages Halifax et le Avro Lancaster tous deux conçue au début comme bimoteur seront rapidement modifiés en quadrimoteur équipé par 4xRolls-Royce Merlin. Le Halifax entra sur le champ de bataille en novembre 1940 et fit ses premiers raids contre le Havre durant la nuit du 11 au 12 mars 1941. Les bombardiers lourds britanniques sont souvent conçus avec 3 tourelles (devant, au-dessus et une dite de queue dans la majeure partie des cas) et avec un total de 8 mitrailleuses. En janvier 1941, le Short Stirling entre en service. Il est basé sur le Short Sunderland (un hydravion d'une taille titanesque) et il partage avec lui son moteur Bristol Hercules, ses ailes, le cockpit et le fuselage du dessus. La coque de l'hydravion  est remplacée par un fuselage plus léger. Il peut transporter 6 400 kg (14 000 lb) de bombes, presque deux fois la capacité du B-17 flying fortress, mais en n'ayant qu'un petit rayon de 480 km (300 miles). Grâce à ses petites mais épaisses ailes il dépasse les chasseurs de nuit allemands Messerschmidt Bf 110 et Junkers Ju 88. Les bombardiers lourds ont toujours besoin de protection, même la nuit. L'attitude basse du Stirling pour les opérations est de 3 700 m (12 000 ft), en grande partie due à ses ailes, cela signifie qu'il est une cible de choix pour les chasseurs de nuit allemands, en l'espace de 5 mois, 67 des 84 avions en service sont perdus. 
En raison de l'absence de bombardier lourd britannique, les États-Unis envoyèrent 20 B-17 Flying Fortress à la RAF. Ils commencèrent leur mission en juillet 1941 lançant des attaques de jour sur les ports de Wilhelmshaven et Brest. Ces raids seront un échec total. Après la perte de huit avions due aux combats ou à des problèmes techniques, la RAF stoppa les raids de jour en septembre. Il était clair que le B-17 C n'était pas prêt pour le combat et que ses 5 pauvres mitrailleuses n'étaient qu'une piètre défense.  
Le retour des combats permit aux ingénieurs de chez Boeing d'améliorer l'avion. Quand le premier modèle du B-17E commença ses opérations depuis les aérodromes anglais en juillet 1942 il possédait bien plus d'armement défensif dont un primordial mitrailleur de queue. Les concepteurs de bombardier lourd américains optimisèrent la formation de vol faisant en sorte qu'un chasseur ennemi se retrouve pris sous le feu d'une dizaine de mitrailleuses et/ou canons, les bombardiers se protégeaient les uns et les autres en fournissant un puissant arc défensif. Ces mitrailleuses/canons se trouvaient : tout à l'arrière (mitrailleuse de queue), de chaque côté du fuselage de l'appareil juste derrière le nez de l'appareil (position appelée « joue ») ou au milieu de l'appareil (position appelée « ceinture »), sur le dessus de l'appareil (position dorsale) et une sur le dessous de l'appareil (dite ventrale). Les positions ventrales et dorsales sont équipées d'une tourelle pouvant tourner à 360°). Toutes ces mitrailleuses permettant de défendre l'escadrille contre toute attaque de chasseur ennemi, sans compter la présence de chasseurs d'escorte, un total de 13 mitrailleuses seront montées sur le B-17G.  
Mais même avec cette puissance de feu supplémentaire, qui augmentait le poids de l'appareil de 20% (la puissance des moteurs Wright Cyclone a dû être améliorée), les bombardiers continuaient à subir de lourdes pertes pendant les missions de journée. Il fallait des chasseurs d’escorte mais les intercepteurs de la RAF comme le Supermarine Spitfire n'avaient qu'un réservoir et un rayon d'action trop limité. Le raid sur la ligne de chemin de fer Rouen-Sotteville en Bretagne le 17 août 1942 demanda 4 escadrilles de Spitfire à l'aller et 5 autres pour le retour. 
L'USAAF choisit d'attaquer les usines aéronautiques d'Allemagne. Le 17 août 1943, 230 B-17 attaquèrent l'usine de fabrication de roulement à billes de Schweifurt, ils recommencèrent 2 mois plus tard avec cette fois-ci 291 bombardiers, résultant du second raid sur Schweifurt. L'usine fut sévèrement touchée mais à large coût : 36 avions seront abattus lors du premier raid, 77 durant le second. 850 aviateurs mourront ou seront capturés. Seuls 33 avions rentreront en bon état du second raid. 
Avec l'arrivée du P-51 Mustang et la mise en place des réservoirs largables pour augmenter le rayon d'action des P-47 Thunderbolt pour l'offensive de la "Big Week" (ou « Grosse Semaine »), entre les 20 et 25 février 1944. Les bombardiers seront escortés tout le long du chemin à l'aller comme au retour. Les pertes sont réduites à 247 appareils pour 3 500 sorties, elles restent nombreuses mais beaucoup plus acceptables. 
Les B-24 et les versions plus récentes du B-17 transporteront un armement défensif de plus en plus performant à l'image des Sperry Ball turrets. Cette arme défensive offre une rotation à 360° horizontalement et avec 90° d'élévation. Composée d'une double mitrailleuse M2 elle a une porté efficace de 910 m (1 000 yards).  
Ni l'USAAF ni la RAF ne jugèrent le design initial comme adapté au bombardement et leur première utilisation fut pour le transport de personnage important ou pour des patrouilles maritimes. Son important rayon d'action a cependant convaincu l'USAAF d'envoyer 177 B-24 de Benghazi (en Libye) bombarder les champs de pétrole roumains le 1er août 1943, opération Tidal Wave (ou « raz-de-marée »). Mais à cause d'un problème de navigation et du fait que les chasseurs et les batteries flaks allemandes furent en état d'alerte, seule la moitié retourna à la base, quelques-uns purent atterrir à Chypre en territoire anglais tandis que d'autres atterrirent en Turquie, où l'équipage sera interné. Seuls 33 ne seront pas endommagés. Le bombardement ne sera que trop peu efficace, les champs de pétrole et raffineries seront vite remis sur pied et leur production augmentera.  
En octobre 1942, la Ford Motor Company implanta un nouveau lieu de production, Willow Run dans le Michigan qui avait pour mission l'assemblage de B-24 Liberators. La production atteint un taux d'un avion produit toutes les heures en 1944 faisant du B-24 le bombardier lourd le plus produit de tous les temps. Il devint le bombardier lourd standard du Pacifique, le seul utilisé par la RAAF (Royal Australian Air Force). Il sera utilisé par la SAAF (South African Air Force) dans le but de parachuter munitions et armes pendant l’insurrection de Varsovie en 1944. 
Le Avro Manchester était un bombardier bimoteur motorisé par 2 ambitieux Rolls-Royce Vulture de 24 cylindres. Très rapidement il sera repensé pour emporter 4 moteurs Rolls-Royce Merlin, en effet les moteurs Vulture rendaient l'appareil trop peu fiable, il sera retiré du service. Le nouvel avion sera opérationnel début 1942. Il sera renommé Avro Lancaster, il pourra transporter 6'400 kg (14'000 lb) de bombes, et grâce à certaines modifications la charge pourra monter à 10'000 kg (22'000 lb). La baie de  bombe n'est pas divisée, ce qui lui permettra de transporter des bombes de taille extraordinaire comme le Grand Slam de 10 tonnes. 
Le concepteur adjoint en chef de chez Vickers, Barnes Wallis, prit beaucoup de temps à penser aux bombes permettant de mettre fin à la guerre. Il concevra la Bombe rebondissante après avoir vu sa fille faire des ricochets. Deux versions de la bombe rebondissante seront développées : une petite "Highball" est utilisée pour attaquer les navires ennemis. Elle attira l'essentiel des fonds de l'amirauté britannique. Une torpille volante de 580 kg (1 280 lb) composée à moitié de Torpex (explosif 50% plus puissant que la TNT), elle a spécialement été développée pour couler le Tirpitz ancré dans le fjord de Trondheim derrière des filets anti-torpilles. Le développement prit du temps, signifiant qu'une autre invention de Barnes Wallis était en cours de développement, le 5 tonnes Tallboy. Deux tallboys seront largués par des Avro Lancasters à 7 600 m (25 000 ft) d’altitude. La vitesse des deux bombes atteignit quasiment la vitesse du son et fit chavirer le Tirpitz le 12 novembre 1944. La version plus grande des bombes rebondissantes a été utilisée pour la destruction du barrage électrique entre la Mohne et l'Eder. Le groupe de Lancaster fut spécialement créé et entraîné pour cette mission, le 617e escadron aussi connu sous le nom de Dambusters (ou « destructeur de barrage ») sous le commandement de Guy Gibson.  
En mars et avril 1945, comme la guerre en Europe se finissait, les Lancasters lâchèrent leurs Grand Slam ou leurs Tallboys un peu partout, sur les abris de sous-marins et les ponts ferroviaires dans le nord de l'Allemagne. À Bielefeld, un Grand Slam tomba à plus de 91 m (100 yards) du pont ferroviaire, mais créant un effet tremblement de terre le pont s'effondra.  
Le Boeing B-29 Superfortress est une amélioration du B-17 Fortress. Avec 4 moteurs Wright R-3350 Duplex-Cyclone d'une plus grande puissance, il pouvait voler plus haut, plus vite, plus loin et avec plus de bombes. Le colossal moteur en étoile Wright avait la fâcheuse tendance à rapidement surchauffer lorsqu'il y avait un problème technique, ajouter à cela quelques problèmes techniques et on comprendra pourquoi il mettra autant de temps à devenir enfin opérationnel. L'avion possède 4 tourelles à double mitrailleuse toutes contrôlées à distance par différents opérateurs dans l'appareil. Seul  le mitrailleur de queue contrôle manuellement ses armes. 
Dans un premier temps, les B-29 seront déployés dans les bases indiennes et chinoises depuis lesquelles ils pourraient atteindre le Japon. Mais les coûts logistiques, notamment en essence (pour passer la barrière de l'Himalaya) ainsi que la vétusté des aérodromes rendaient la mission compliquée et coûteuse. L'île de Saipan, dans l'archipel des Mariannes, sera envahie pour permettre aux Américains d'y implanter des bases aériennes efficaces pour bombarder les villes japonaises. Initialement les bombardements se faisaient de jour, à haute altitude et avec des bombes explosives. Mais les résultats furent décevants. On changea donc la tactique pour des raids nocturnes, à basse attitude et avec des bombes incendiaires, à noter que les B-29 n'étaient pas du tout adaptés à ce type de mission (seule une variante le B-29 B qui a été modifié pour la basse attitude et les missions nocturnes en enlevant certain de son équipement défensif et autre sera vraiment adaptée). Le Japon brûla furieusement sous les bombes incendiaires des B-29, les villes de papier et de bois japonaises faisant un parfait combustible. Le 6 août 1945 le B-29 Enola Gay largua une première bombe atomique sur la ville d'Hiroshima. Trois jours plus tard le B-29 Bockscar en lâchât une autre sur Nagasaki. Cette action décida le Japon à signer la paix, elle le sera le 2 septembre 1945.

### L'après Seconde Guerre mondiale

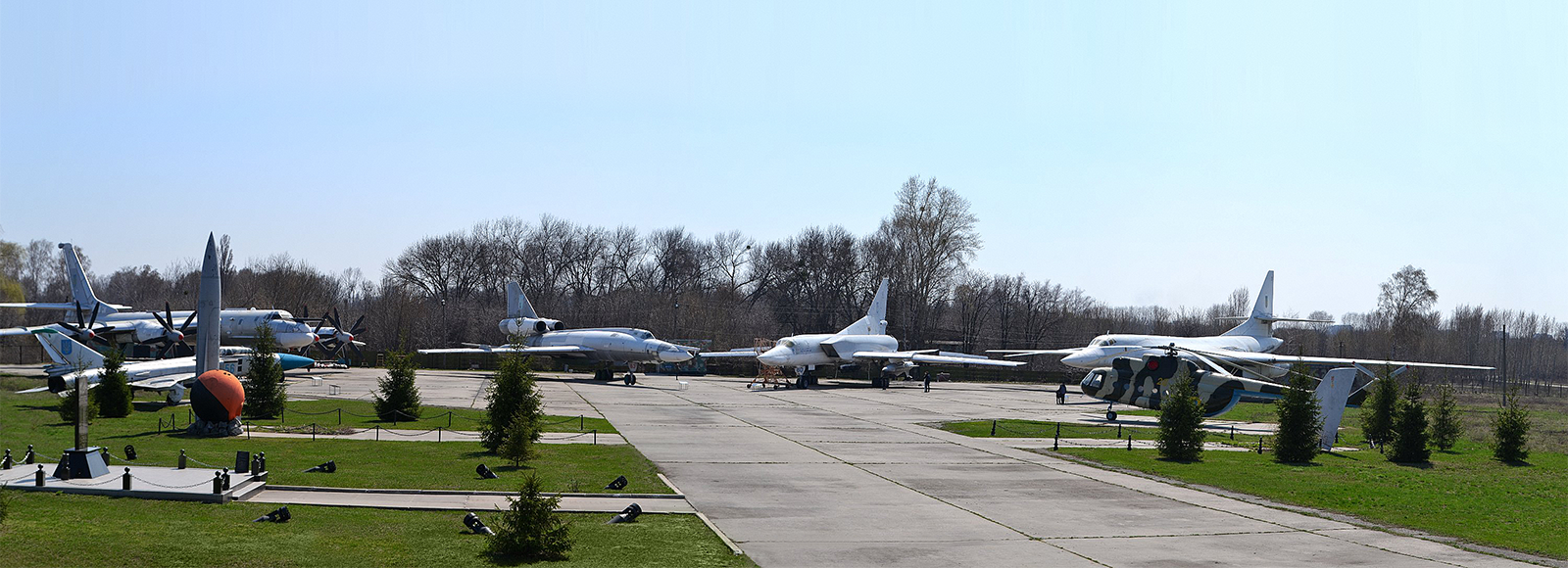
Bombardiers lourds soviétiques / russes Tu-95, Tu-22M, Tu-160

Après la guerre, le nom de bombardier stratégique désigna les avions capables de transporter une multitude de différentes armes sur de longues distances derrière les lignes ennemies. Leurs missions de bombardements tactiques sont complétées par de plus petits chasseurs-bombardiers avec un plus petit rayon d'action et une plus faible quantité d'armes emportées. Plus tard ces petits appareils seront appelé Chasseurs d'attaque, Avion d'attaque au sol ou encore Avion multirôle. 
Lorsque la Corée du Nord attaqua la Corée du Sud, en 1950, l'USAF lança des raids aériens sur les lignes de ravitaillement nord-coréenne. Les B-29 décollèrent depuis le Japon mais le ravitaillement russe à destination des Nord-coréens était physiquement et politiquement hors de portée (début de la guerre froide).  Il n'y avait aucune cible valable en Corée du Nord. L'approvisionnement soviétique permis de rapidement mettre en déroute l'armée sud-coréenne. La distance entre le Japon et la Corée du Nord était de plus trop importante par des chasseurs-d'escorte, les B-29 volèrent donc seuls. En novembre, des Mig 15 pilotés par des Russes commencèrent à intercepter les bombardiers américains. Le Mig 15 a spécialement était conçue pour contrer les bombardiers lourds américains. Il était plus performant que n'importe quel chasseur des pays de l'Ouest jusqu'à l'arrivée du F-86 Sabre qui sera produit en grande quantité et fera ses preuves dans le ciel coréen. Après que 28 B-29 furent perdus, les bombardiers seront restreints à des missions nocturnes et se concentreront dans la destruction de voie d’approvisionnement, incluant le pont sur la rivière Yalu en Chine.  
Dans les années 1960, les bombardiers lourds face aux missiles balistiques intercontinentaux devinrent obsolètes. De plus en plus de munition guidées (smart bombs), de missile nucléaire ou de bombe  deviennent transportables par de plus petit appareil comme les chasseurs-bombardier ou les avions multirôles. Malgré ces innovations techniques et les nouvelles capacités des avions militaires modernes, les grands bombardiers stratégiques comme le B-1, B-52 ou B-2 furent utilisés dans le cadre de tapis de bombes (carpet bombing) dans bon nombre de conflits. Le meilleur exemple (en termes de total de bombe transportée) est le B-52 Stratofortress dans les années 1960 et 1970 (guerre du Vietnam) pendant les opérations Freedom Deal et Linebacker II. En 1987 le Tu-160 soviétique entra en service, il est le bombardier/avion supersonique le plus lourd jamais construit, il peut transporter 12 missiles de croisière à long rayon d'action. 
L'accord STRAT de 2010 entre les États-Unis et la Russie défini les bombardiers lourds par deux caractéristiques : 
- Rayon d'action supérieur 8 000 km (5 000 miles)
- Équipé de missile nucléaire à longue portée "Missile de Croisière Aérien (en anglais ALCM), défini comme étant un missile Air-Sol de croisière du type "Filght test" à partir d'un avion ou déployé depuis un bombardier d'après 1986.

## Bombardiers lourds notables

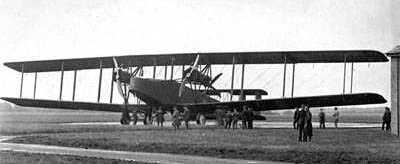
Page Handley V / 1500

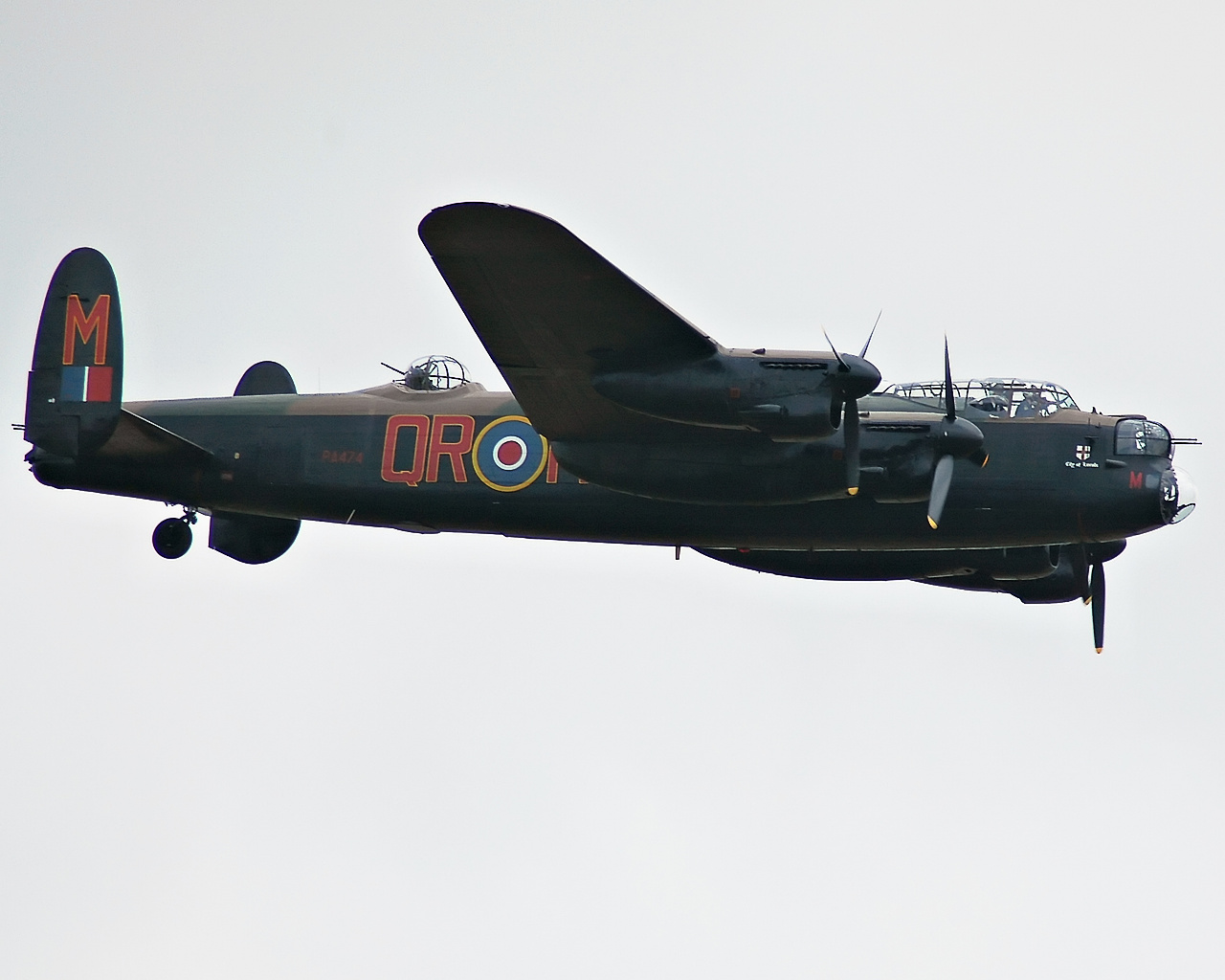
Royal Air Force Avro Lancaster

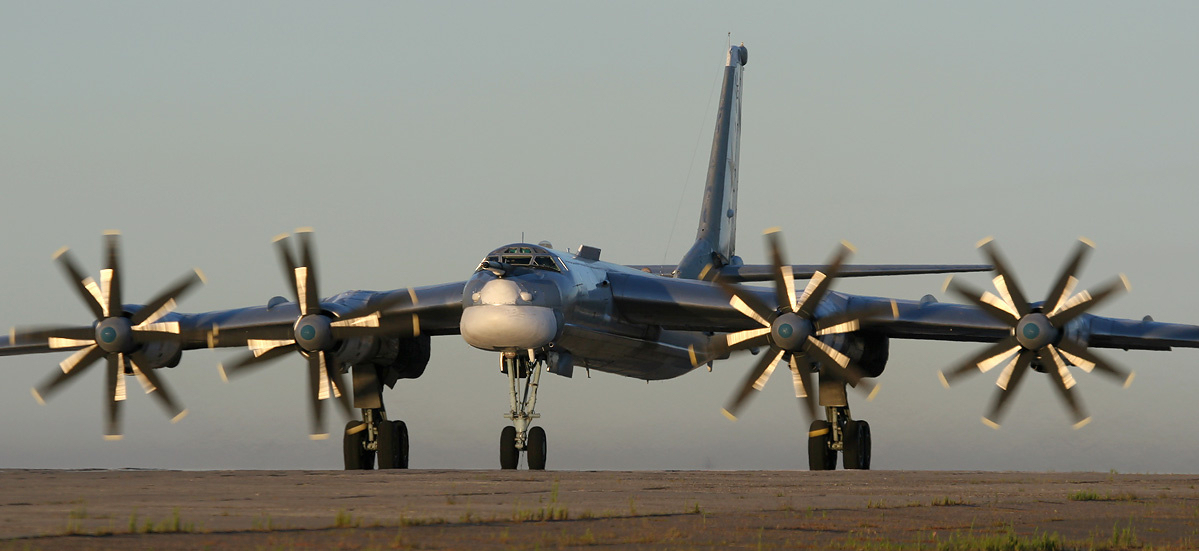
Armée de l'air Russe Tu-95

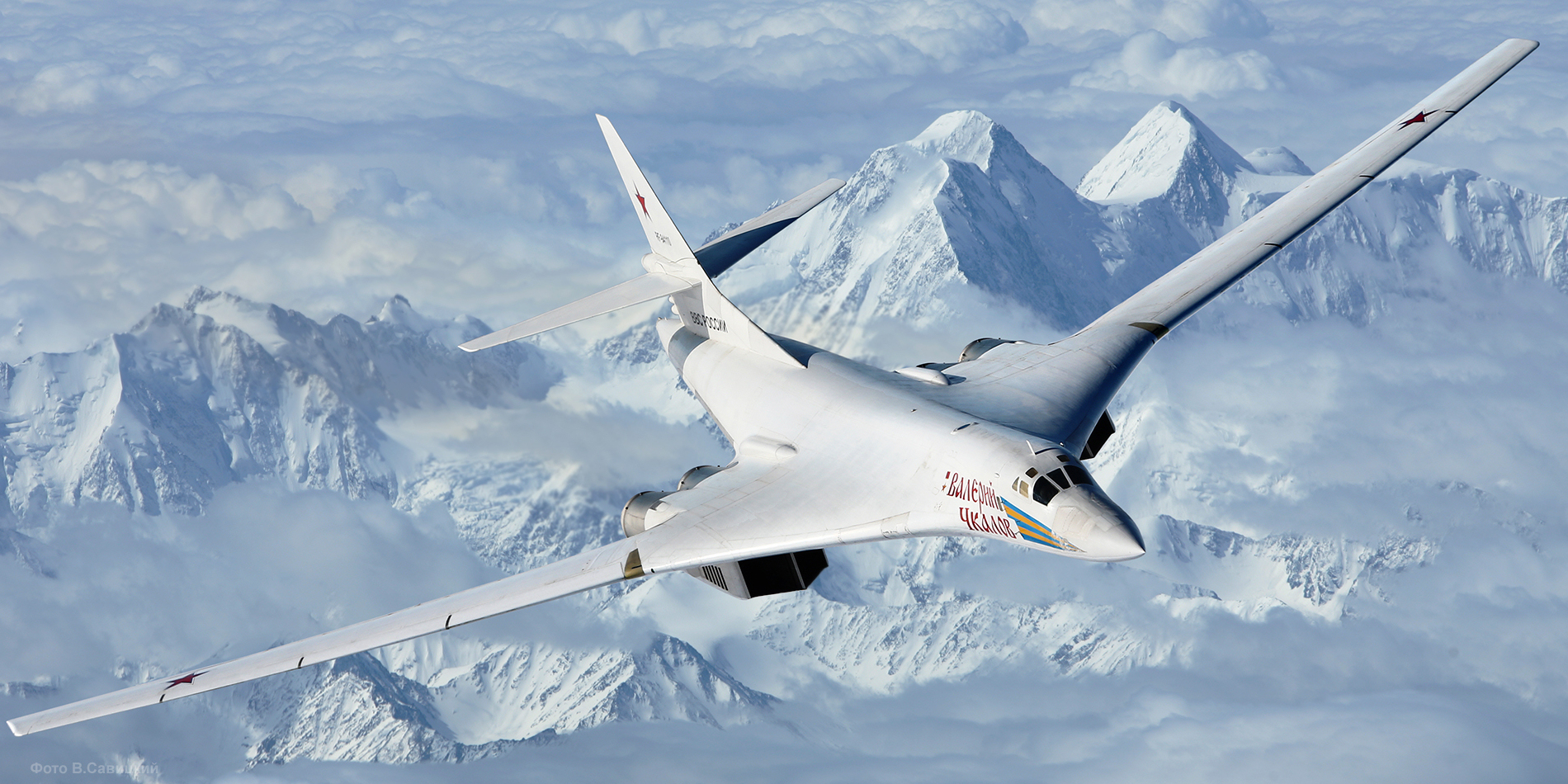
Armée de l'air Russe Tupolev Tu-160 Blackjack

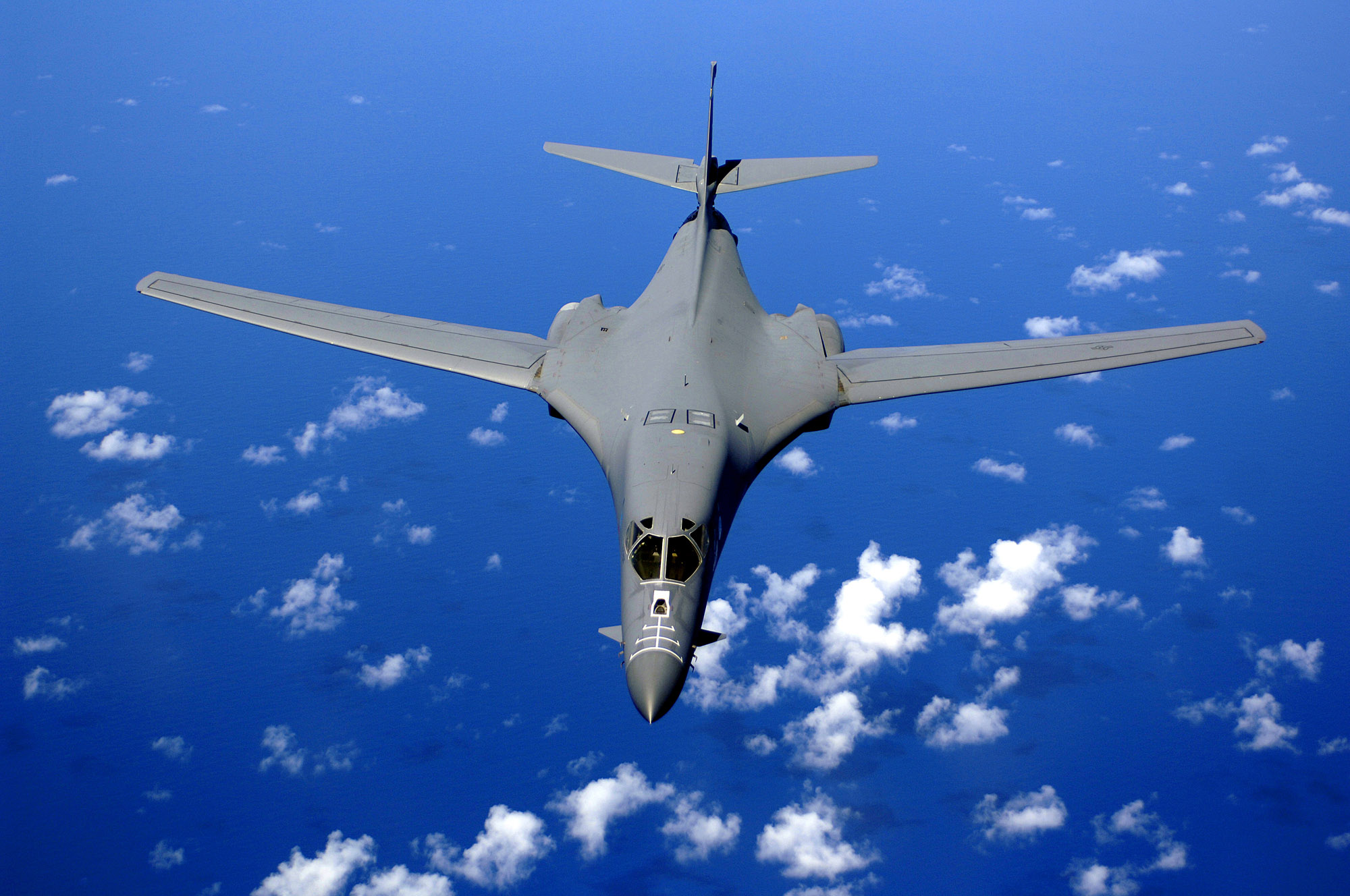
USAF Rockwell B-1 Lancer

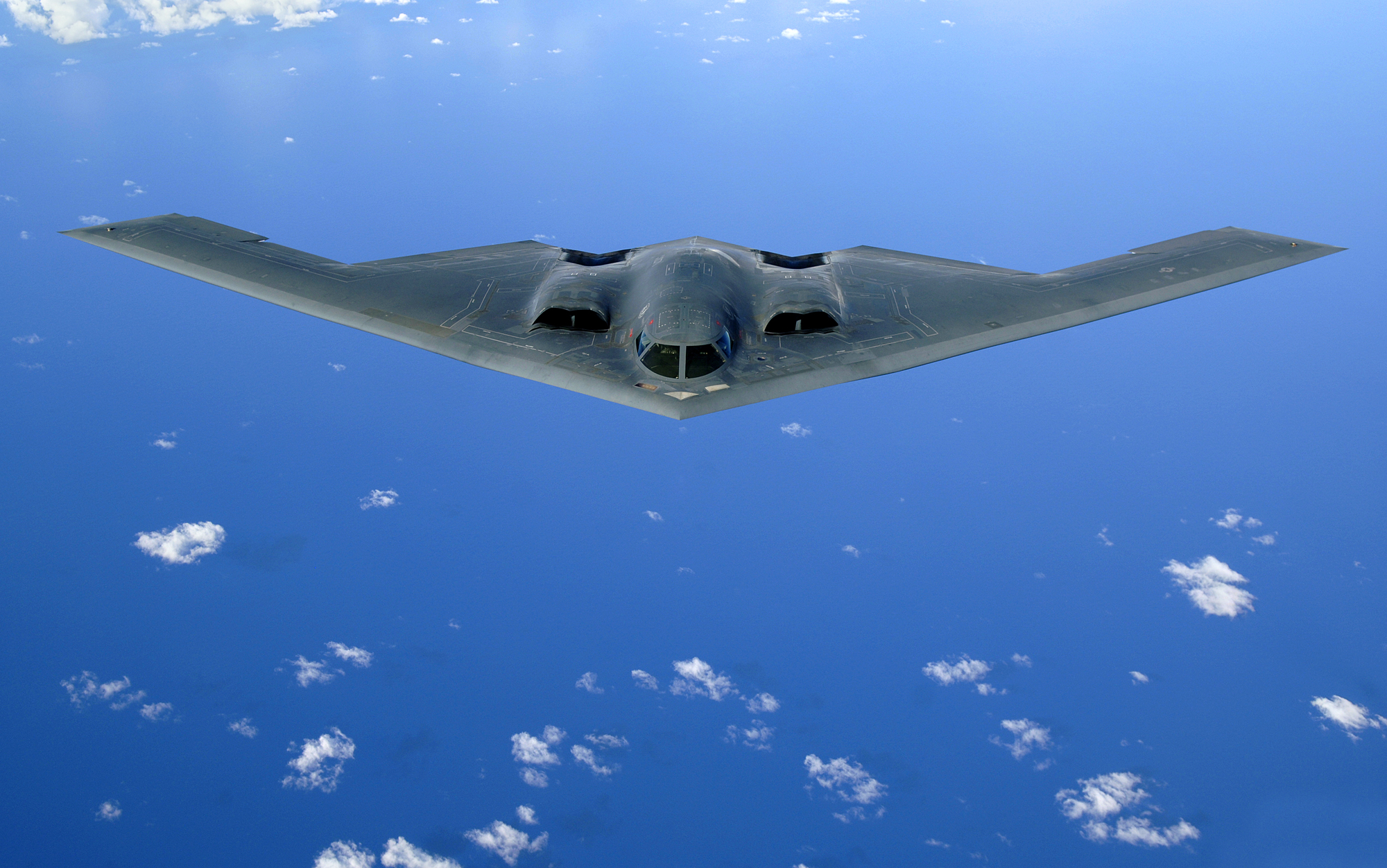
USAF Northrop Grumman B-2 Spirit

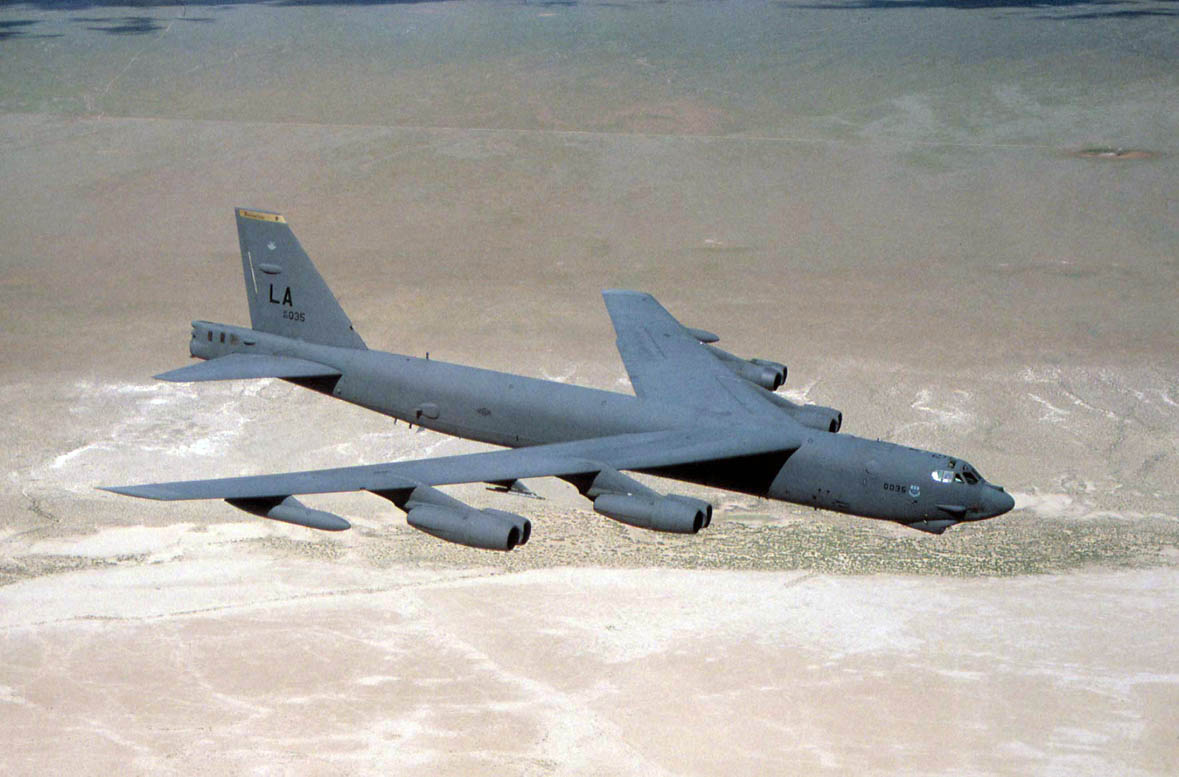
USAF Boeing B-52 Stratofortress

### Première Guerre mondiale
- Caproni Ca.4
- Caproni Ca.5
- Type de page Handley O
- Page Handley V / 1500
- Gotha G.IV
- Gotha GV
- Sikorsky Ilya Muromets
- Vickers Vimy
- Zeppelin-Staaken R.VI

### Entre-deux-guerres (interbellum)
- Caproni Ca.90
- Farman F.220
- Fairey Hendon
- Handley Page Heyford
- Handley Page Hinaidi
- B-2 Condor
- Junkers Ju 89
- Mitsubishi Ki-20
- Tupolev TB-3
- Petlyakov Pe-8

### La Seconde Guerre mondiale
- Avro Lancaster
- Bloch MB.162
- B-17 Flying Fortress
- Libérateur B-24
- B-29 Superfortress
- Consolidated B-32 Dominator
- Dornier Do 19
- Dornier Do 317
- Focke-Wulf Fw 200
- Handley Page Halifax
- Heinkel He 177
- Heinkel He 274
- Nakajima G8N
- Petlyakov Pe-8
- Piaggio P.108
- Savoia-Marchetti SM.82
- Stirling court
- XB-15
- XB-19

### Guerre froide
- Avro Lincoln
- Avro Vulcan
- Handley Page Victor
- Vickers Valiant
- B-1 Lancer
- B-36 Pacificateur
- B-58 Hustler
- B-47 Stratojet
- B-50 Superfortress
- B-52 Stratofortress
- Myasishchev M-4
- Tupolev Tu-4
- Tupolev Tu-16
- Tupolev Tu-95
- Tupolev Tu-160
- Miassichtchev M-50
  - (ru) « Сверхзвуковой стратегический ракетоносец-бомбардировщик Ту-160 », Russian News Agency TASS,‎ 2 avril 2019 (consulté le 2 avril 2019)

### Après la guerre froide
- B-2 Spirit
- Northrop Grumman B-21 Raider
- Tupolev PAK DA